# Бочиновка
Бочиновка — деревня в Пригороднем сельсовете Усманского района Липецкой области России.
Расположена на правом берегу реки Усмань.
Население - 554 человека

## Этимология
Есть три легенды, о том почему Бочиновка называется Бочиновкой.
Первая гласит, что из-за того что Сторожевое и Бочиновку разделяет река Усмань, говорили что деревня находится «на том боку»… Вот и получилась Бочиновка, значащая «на боку»
Вторая легенда повествует о том, что в поселении жил бочкарь, который снабжал округу отменными бочками.
Так же раньше деревня называлась "Комбаров Починок", и было местом скопления войск татаро-монгольского ига, возможно от слова "Починок" образовалось привычное "Бочиновка"

## Инфраструктура
В деревне работают детский сад "Ивушка", 3 шиномонтажа, 1 газовая заправка, 1 бензиновая заправка, 1 стационарный магазин, автолавка и сельский клуб.